# 州立恐竜公園
州立恐竜公園（しゅうりつきょうりゅうこうえん、ダイナソール州立公園）は、カナダ・アルバータ州カルガリーから車で2時間ほど行った所（あるいはブルックス市の北東48km）にある州立公園で、ユネスコの世界遺産に登録されている。
公園は際立って「バッドランド」と呼ばれる荒涼とした地形のレッドディア川（Red Deer River）渓谷に位置するが、何よりも世界最大級の恐竜化石層があることで知られている。39もの恐竜の種がここで発見され、500以上の標本が世界中の博物館に移送・展示されている。世界遺産登録は、こうした恐竜化石に負うところが大きい。

## 歴史
1955年6月27日に、アルバータ州50周年記念事業の一環として、化石の出土する地層を保護するために、州立公園が設定された。最初の管理人に任命されたのは、農家でアマチュア化石収集家でもあったロイ・ファウラー（Roy Fowler）であった。
1985年までは、公園で発掘された化石は、科学的な分析や展示のために、ロイヤルオンタリオ博物館（トロント）、カナダ自然博物館（Canadian Museum of Nature, オタワ）、アメリカ自然史博物館（ニューヨーク）などに送られなければならなかった。この状況は、100 km 上流にあるドラムヘラー近郊のミッドランド州立公園（Midland Provincial Park）内に、ロイヤル・ティレル古生物学博物館が開館したことで変化した。

## 自然

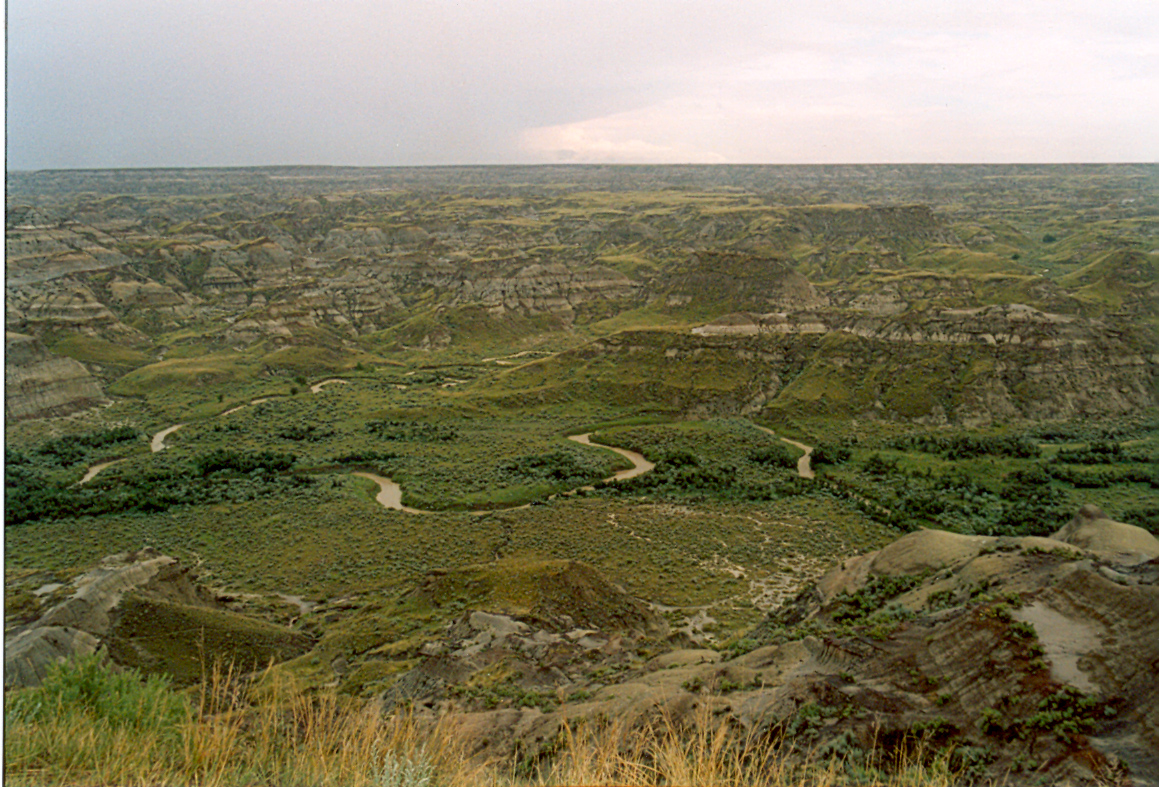
バッドランド風景

公園には非常に複雑な生態系が存在しており、3つに大別できる。大草原（prairie grasslands）、バッドランド（badlands）、川辺のハコヤナギ地帯（riverside cottonwoods）である。それらの生態系は草原に囲まれているが、それ自体が独特なものである。
夕暮れ時にはコヨーテの鳴き声がどこでも聞こえるが、ヨタカについても同様である。ワタオウサギ、ミュールジカ、プロングホーンなどは公園の至る所で目にすることが出来る。ガラガラヘビ、セイブガラガラヘビ, ブルスネーク, ワキアカガーターヘビなどについても同様である。春から夏にかけて確認できる鳥類は165種に及び、その中にダイシャクシギ類 やカナダガンなども含まれている。6月後半にはサボテンの北限の種であるオプンティアやペディオカクトゥスなどが満開になる所にもお目にかかれる。

## 地形
州立恐竜公園に広がる堆積物の年代は280万年の間の3つの地層にわたっている。その地層とは、層の基盤となる陸成のオールドマン累層（Oldman Formation）、その上に重なるダイナソーパーク累層（Dinosaur Park Formation）、最上層の海成のベアポー層（Bearpaw Formation）である。
関節が繋がった状態で出土する化石が多く含まれるのはダイナソーパーク累層で、カンパニアン（Campanian）後期、すなわちおよそ7500万年前の白亜紀のものであり、その期間は約100万年間である。
林立する土の塔は、奇妙な景観を作っている。壁面からは恐竜の化石が覗いている。柔らかい石灰岩の土壌は毎年 4 ミリメートルの速さで雨によって浸食され、大量の恐竜化石が露出する。ボーンベッドとよばれる骨化石密集層では、1箇所で12体の恐竜化石がみつかったことがあった。

## 古生物学
州立恐竜公園は、淡水に棲息していた脊椎動物の際立って多様なグループを保存している。魚類では、サメ、エイ、ヘラチョウザメ、アミア、ガー、硬骨の魚などが含まれている。両生類には、カエル、サンショウウオ、絶滅したalbanerpetontidsなどが含まれ、爬虫類には、トカゲ、多様なカメ、ワニ、魚を食べていたチャンプソサウルスなどが含まれる。哺乳類では、トガリネズミ、有袋動物、リスのような齧歯目などが代表的である。とはいえ、それらは骨格よりもむしろ歯の化石のみが見つかるのが普通である。
公園内で巨大植物の化石が見つかることは稀である。しかし、採集された花粉や胞子から、メタセコイアに沿ってイチジク、モクレン、ラクウショウなどが茂った森林が存在していたと推測されている。
1987年、高校生の少女が「バッドランド」で化石を探しているうちに小さな破片を見つけた。なんとそれは恐竜の卵の化石だった。すぐさま大規模な発掘調査が行われ、卵から孵る寸前の雛の化石が発見され、恐竜の巣も見つかったことから、単独行動をしていたと思われた恐竜が、集団生活をしていたことが分かった。
そして恐竜を絶滅させたものの痕跡も「バッドランド」の中で見つかっている。厚さ 10 cmの黒い地層、K/T境界層からは隕石が放出したイリジウムが発見された。この地層より上では恐竜の化石が見つからない。6500万年前、直径 10 Kmの隕石が現在のメキシコ・ユカタン半島に衝突した。その衝撃で作られた巨大な土の雲が地球を数ヶ月に渡り覆い、地上の生物は絶滅した。
州立恐竜公園は恐竜の繁栄と絶滅の姿を今に伝える場所なのである。

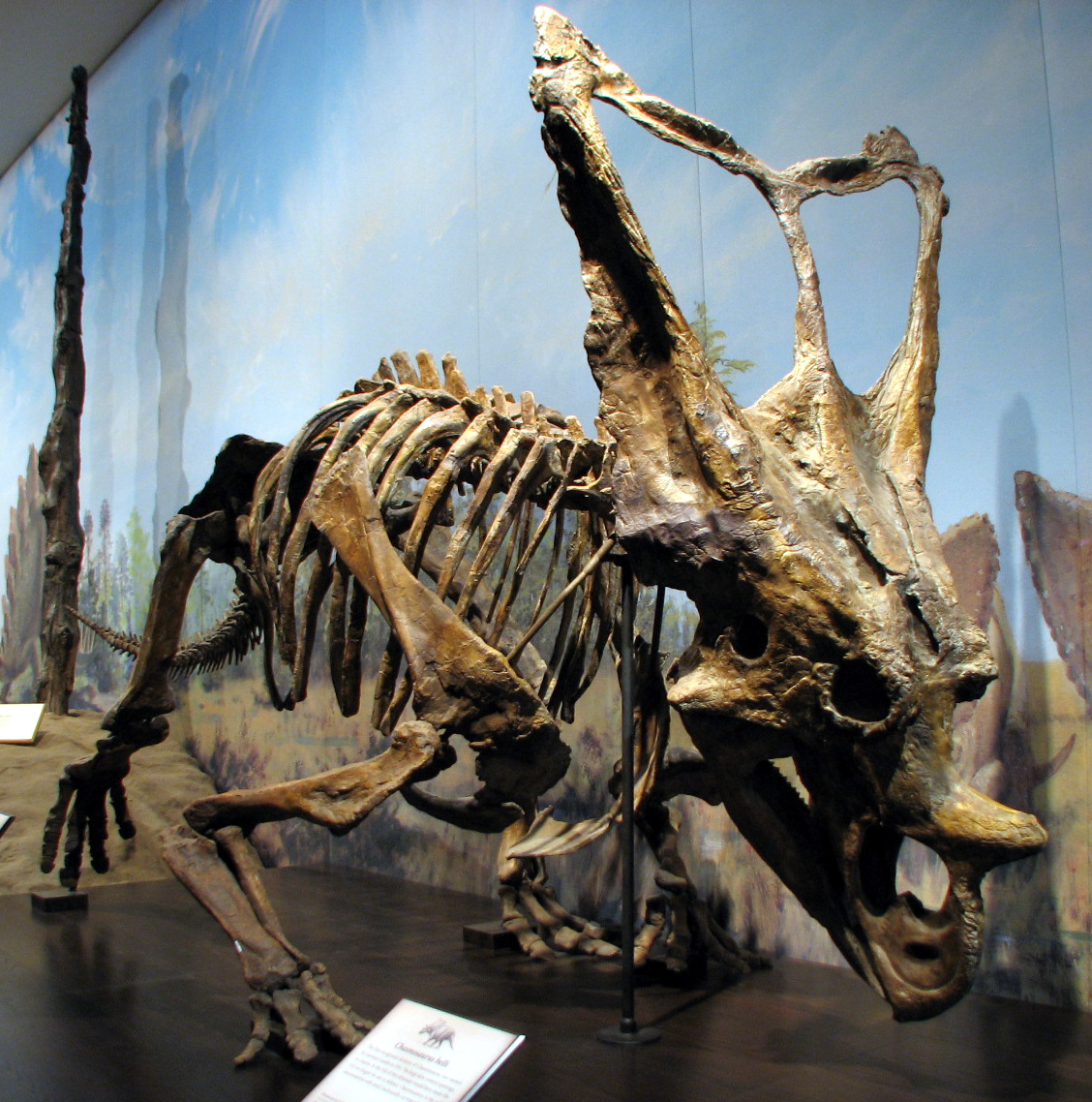
州立恐竜公園で発見されたカスモサウルス・ベリの化石（ロイヤル・ティレル古生物学博物館展示）

公園で発見された恐竜化石は実に多彩である。列挙すると以下の通りである。
- 角竜類
  - レプトケラトプスの一種
  - セントロサウルス・アペルトゥス
  - スティラコサウルス・アルベルテンシス
  - パキリノサウルス
  - カスモサウルス・ベリ
  - コロノサウルス・ブリンクマニ
- ハドロサウルス科
  - コリトサウルス・カスアリウス、C.インテルメディウス
  - グリポサウルス ノタビリス, G.インクルヴィバヌス
  - ランベオサウルス・ランベイ
  - プロサウロロフス
  - パラサウロロフス
- 曲竜類
  - パノプロサウルス
  - エドモントニア
  - エウオプロケファルス
- ヒプシロフォドン類
  - オロドロメウス
- 堅頭竜類
  - ステゴケラス
- ティラノサウルス科
  - ダスプレトサウルスの一種
  - ゴルゴサウルス・リブラトゥス
- オルニトミムス科
  - オルニトミムス
  - ストルティオミムス
  - キロステノテス ペルグラシリス、C.エレガンス、C.コルリンシイ
  - 新種のオルニトミムス類
- ドロマエオサウルス科
  - ドロマエオサウルス
  - サウロルニトレステス
  - この科に属すると思われる新種2種
- トロオドン科
  - トロオドン
  - 新種1種
- 未分類
  - Ricardoestesia gilmorei

ヘスペロルニス類の鳥類や、 ケツァルコアトルスと関連する巨大翼竜なども発見されている。

## 世界遺産
州立恐竜公園は1979年10月26日にユネスコの世界遺産リストに登録された。この地で発見された化石の国際的重要性はもとより、「バッドランド」と呼ばれる奇観や川辺の生態系などの自然の重要性も評価されてのものだった。

### 登録基準
この世界遺産は世界遺産登録基準のうち、以下の条件を満たし、登録された（以下の基準は世界遺産センター公表の登録基準からの翻訳、引用である）。
- (7) ひときわすぐれた自然美及び美的な重要性をもつ最高の自然現象または地域を含むもの。
- (8) 地球の歴史上の主要な段階を示す顕著な見本であるもの。これには生物の記録、地形の発達における重要な地学的進行過程、重要な地形的特性、自然地理的特性などが含まれる。

登録基準に基づく評価内容は以下の通り。
- (7) 州立恐竜公園は、半乾燥ステップにおける主要な地質学的プロセスと河川侵食パターンの顕著な例である。これらの荒地は、ほとんど手つかずの河岸生息地に沿って 26 キロメートルにわたって広がっており、荒涼としながらも並外れた自然美の景観を呈している。
- (8) この資産は、白亜紀の恐竜の既知のグループすべてを代表する高品質標本の数と種類の多さにおいて傑出している。その多様性は、比較と年代順の両方の古生物学にとって素晴らしい機会を提供している。オールドマン層とダイナソーパーク層からの 350 を超える関節標本、150 を超える完全な骨格が現在 30 を超える主要な博物館に所蔵されている。多数の高品質標本に加えて、この資産には恐竜以外の化石材料の完全な集合体が含まれており、白亜紀後期の古生態系の研究に比類のない機会を提供している。